# Populációgenetika
A populációgenetika a populációk genetikai összetételét, illetve a genetikai összetételt változtató mechanizmusokat tanulmányozása. A genetikán belül a populációs nézőpont, módszertanilag pedig a matematikai modellek alkalmazása jellemzi. Kulcsszerepe van az evolúcióbiológiában, mivel az evolúció elemi lépései is populáció-szinten történnek.
Tanulmányozza az allélgyakoriság eloszlását és változását a négy fő evolúciós mechanizmus okán: természetes szelekció, genetikai sodródás (drift), mutáció, migráció (génáramlás). Magyarázatot próbál adni olyan jelenségekre, mint a speciáció és adaptáció.
Alapítói Sewall Wright, J. B. S. Haldane és R. A. Fisher, voltak, utóbbi lefektette a kvantitatív genetika alapjait is.